# Volvaire volvacée
Volvariella volvacea
Espèce
Volvariella volvacea, la volvaire volvacée, aussi appelée volvaire cultivée ou volvaire asiatique, est une espèce de champignons basidiomycètes de la famille des Plutéacées et du genre Volvariella.

## Description du sporophore
C'est un champignon très proche de Volvariella speciosa :
- Chapeau gris-brun clair, fonçant avec l'âge,
- Lames claires, rosissant par la sporée (contrairement aux amanites),
- Volve bien entendu, comme son nom l'indique deux fois,
- Pied élancé, ne portant pas d'anneau,
- Odeur raphanoïde.

De manière plus détaillée : 
Le chapeau mesure 5-6 (voire 7) cm de diamètre. Il est peu charnu, et convexe-parabolique (ovoïde). Le revêtement est sec, lisse, gris vers la marge, presque noir au centre (du disque). La marge du chapeau est d'abord légèrement incurvée, puis droite et déchirée, montrant alors la chair blanche sous-jacente. Le pied est central, de 4-6 (voire 7) × 0,5-0,8 cm, droit à légèrement courbé, cylindrique, presque bulbeux à la base, plein, blanchâtre puis brun-clair et sans anneau. La volve (sorte de voile universel plus ou moins membraneux qui persiste au pied de certains champignons) est en forme de sac, assez grande, 0,5-1 mm d’épaisseur, et va passer par les couleurs suivantes : mate, jaunâtre sali de brun, et finalement gris-brun foncé. Les lamelles sont libres, denses mais non serrées, de 4 à 6 mm large, blanches, puis rosâtres. La chair est mince dans le chapeau et sous forme de fibres dans le pied. Elle est blanche. Cette chair à un goût doux. La sporée est rosâtre.

## Habitat
En Europe, cette volvaire pousse principalement à l'automne, parfois tardivement, en terrain dégagé, sur des substrats riches en azote (terrains fumés, compost, déchets ménagers, sciure ou copeaux etc.).
Elle pousse également en Afrique tropicale.

## Comestibilité et culture

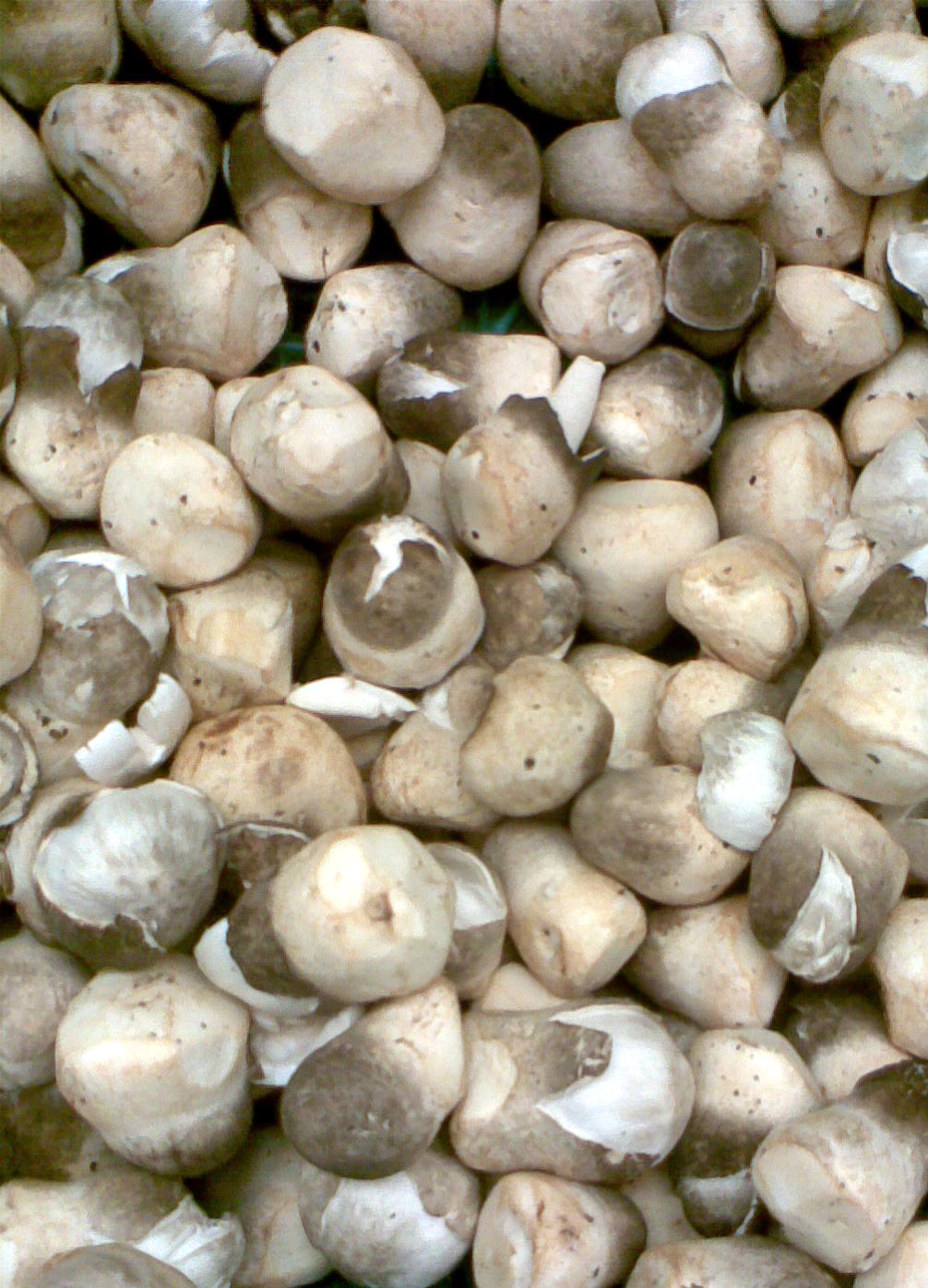
Récolte de spécimens jeunes

C'est un champignon comestible assez estimé.

### Asie
L'espèce est cultivée en Asie de l'Est et du Sud-Est, et particulièrement appréciée dans la cuisine chinoise et plus généralement asiatique. On l'appelle cǎogū (草菇, lit. "champignon de paille") en chinois, het fuang (ເຫັດເຟືອງ, lit. "champignon de paille") en laotien et nấm rơm en vietnamien. Sa culture constitue 16 % de la production mondiale de champignons.
On la trouve souvent fraîche en Asie, mais en conserves ou séchée hors des pays cultivateurs.

### Afrique
L'espèce est également consommée en Côte d'Ivoire, où elle est localement appelée "le champignon des palmiers".

## Espèces proches et confusions possibles
Volvariella volvacea n'est proche que des autres volvaires mais son aspect peut prêter à confusion avec des amanites mortelles, notamment l'amanite phalloïde. Le port, la couleur et même l'odeur peuvent se ressembler mais deux critères sont déterminants : l'amanite phalloïde porte un anneau et possède des lames immuablement blanches, ce qui n'est le cas d'aucune volvaire.